# Prosper Marilhat
Antoine-George-Prosper Marilhat, cunoscut de obicei sub numele de Prosper Marilhat, (n. 26 martie 1811, Vertaizon, Auvergne, Franța – d. 13 septembrie 1847, Paris, Franța) a fost un pictor orientalist francez. Multe dintre cele mai reușite lucrări ale sale s-au bazat pe schițele pe care le-a desenat în timpul perioadei petrecute în Egipt în 1831–1832.

## Tinerețe
S-a născut în Vertaizon. Încurajat de artiștii locali, Marihat a început să picteze de la o vârstă fragedă. Deși părinții săi doreau ca el să lucreze în afacerea de tacâmuri din Thiers, Puy-de-Dôme unde locuia, baronul de Barante i-a convins că este mai potrivit pentru o carieră artistică. A plecat la Paris în 1829, unde a studiat sub Camille Roqueplan⁠(d), expunând pentru prima dată la Salonul de la Paris⁠(d) în 1831 cu Site d'Auvergne.

## Carieră
În mai 1831, Marilhat a fost invitat de Charles von Hügel⁠(d) să i se alăture într-o expediție de lungă durată, dar l-a însoțit doar până la Alexandria. În următoarele luni, din octombrie 1831 până în mai 1833, a realizat acolo zece albume de schițe care vor sta la baza picturilor sale ulterioare. În 1835, a călătorit prin Italia și a petrecut anul 1836 în Provența. A expus în toate Saloanele de la Paris din 1837 până în 1841, precum și la Salonul din 1844. Deși s-a specializat în picturi arhitecturale și peisaje, a pictat și portrete, inclusiv unul al prietenului său, Théodore Chassériau⁠(d), care se află acum la Luvru.

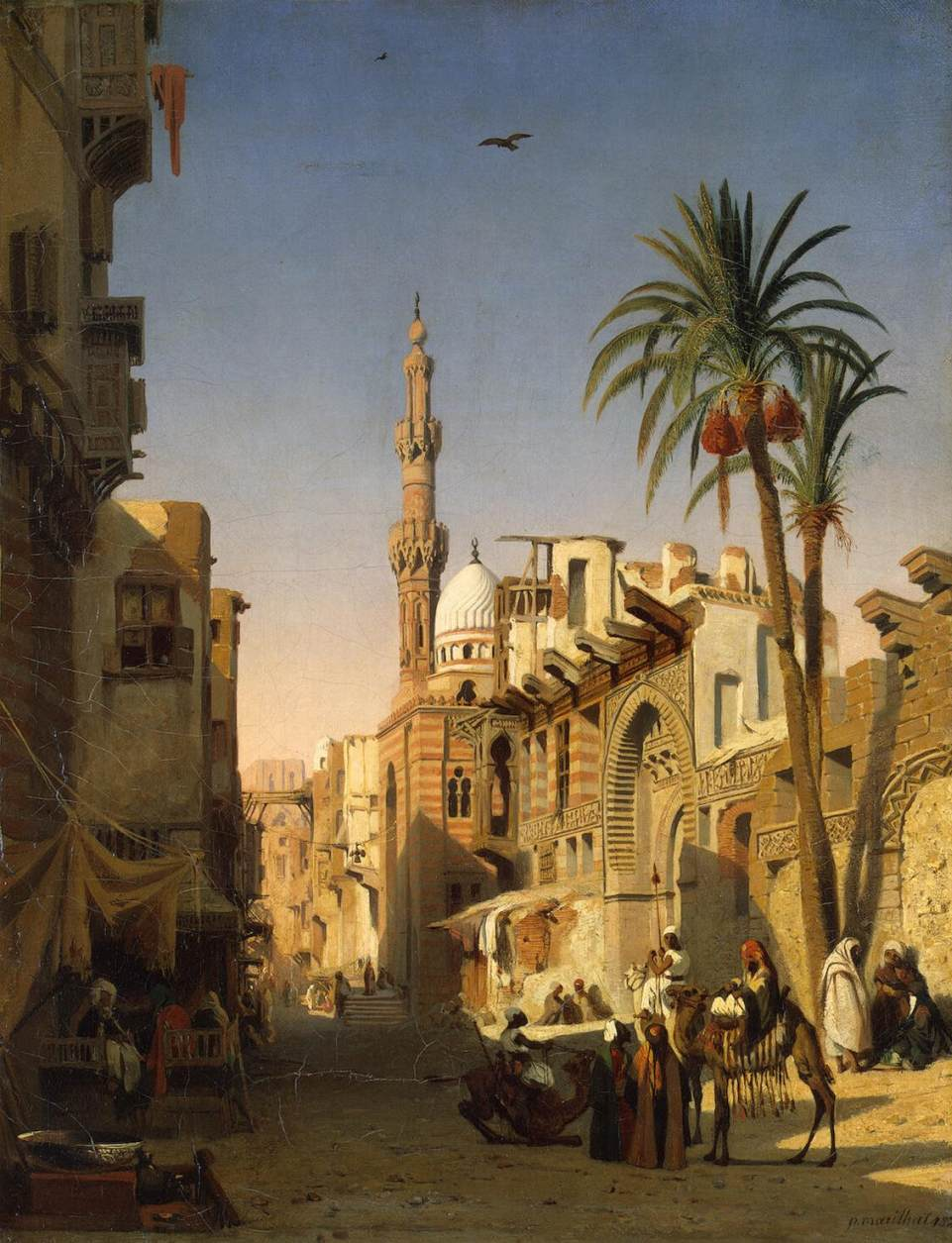
Prosper Marilhat: Place de l'Esbekieh au Caire

Între 1840 și 1844, Marilhat a pictat o serie de lucrări inspirate de călătoriile sale, inclusiv Ruines de la mosquée El-Hakem au Caire, despre care se spune că ar fi surprins monumentalitatea ruinelor și romantismul locului. Theophile Gautier a fost profund mișcat de Place de l'Esbekieh au Caire, remarcând: „Văzând acest tablou, mi s-a făcut rău și am tânjit după Orient, în care încă nu pusesem piciorul”. La Salonul din 1844, Souvenir des bords du Nil a fost lăudat, la fel ca Arabes syriens en voyage, aflat în prezent la Muzeul Condé, Chantilly.
Opera lui Marilhat se încadrează în trei perioade: peisajele și portretele sale tradiționale timpurii, desenele și schițele din timpul călătoriilor sale în Orient și picturile sale de după 1838, care, pe lângă lucrările sale orientale bine primite, includ și subiecte mitologice. Suferind de sifilis, Prosper Marilhat a înnebunit și a murit într-un azil din Paris în septembrie 1847, la numai 36 de ani.

## Lucrări
- Site d'Auvergne (1831)
- La place de l'Esbekieh (1834)
- Intérieur d'un village, împrejurimile Thiers (1835)
- Souvenir de la Campagne de Rosette (Medalia de aur, 1835)
- Scene pastorale (1837)
- Pont du Gard (1838)
- Nymphes dans une clarière (1839)
- Les Jardins d'Armide (1839)
- Le delta (1839)
- Ruines d'une ancienne mosquée dans la ville des Tombeaux au Caire (1840)
- Une caravane arrêtée dans les ruines de Balbek (1840)
- Souvenirs des environs de Beyrouth (1841)
- Vue de la Place de l'Esbekieh au Caire (1844)
- Café à Boulak (1844)
- La Mosquée Babel-Wase (1844)
- Tombeaux arabes à Salmiè (1844)
- Village près de Rosette (1844)
- Souvenir des bords du Nil (1844)
- Arabes syriens en voyage (1844)
- Souvenirs des environs de Thiers (1844)

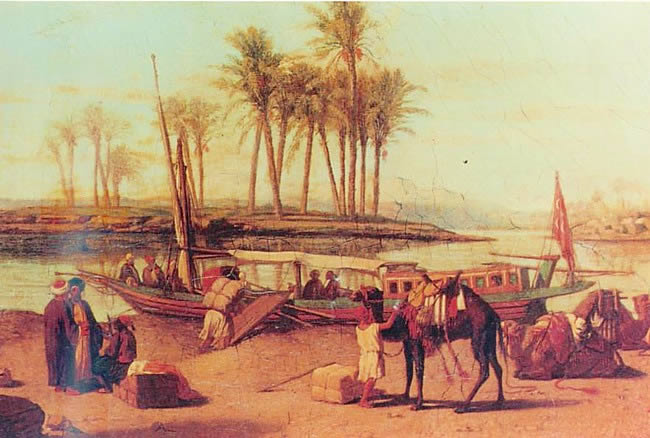
Souvenir des bords du Nil
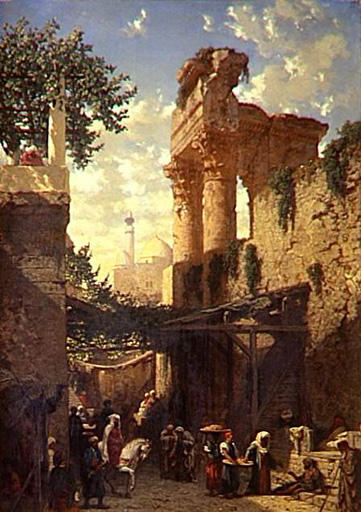
Une rue au Lattaquie (Siria)
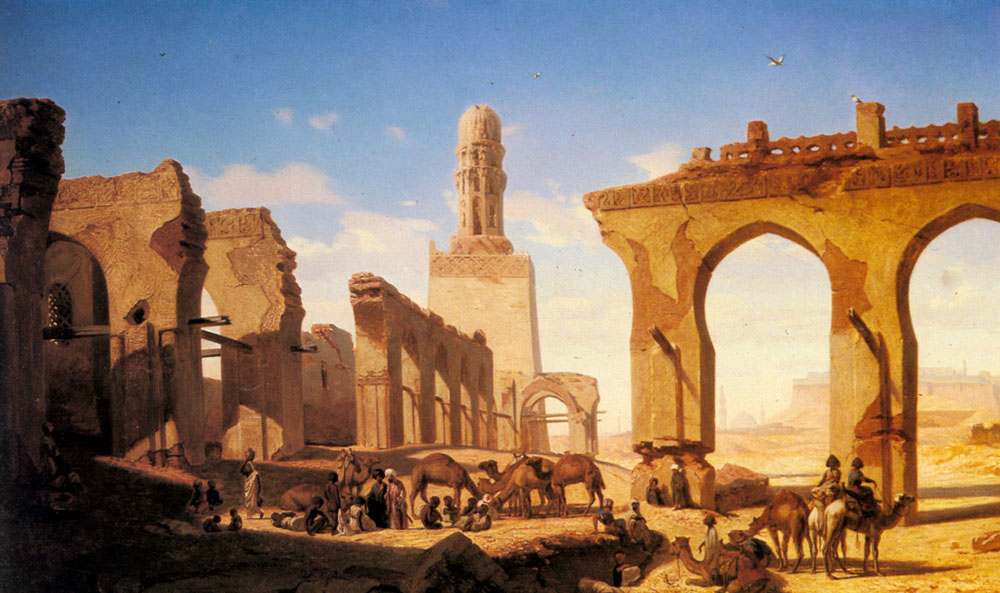
Ruines de la Mosquée du Calife Haken au Caire
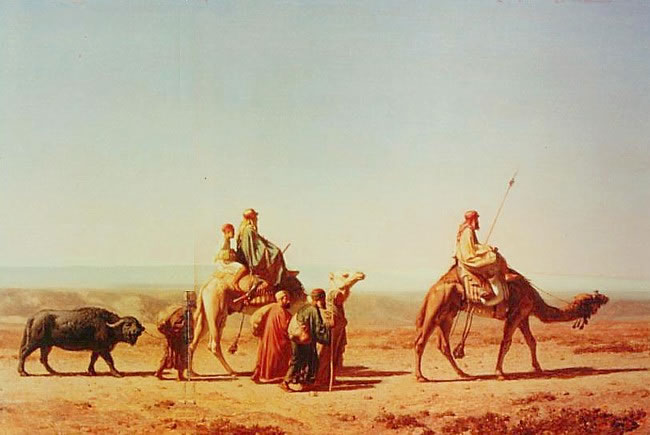
Arabes syriens en voyage